# 이혼성
이혼성(李混惺, 1886년 ~ ?)은 한국의 승려이다. 호는 연사(蓮史)이다.

## 생애
본래 금강산 장안사 재적 승려였다. 한일 병합 조약 체결 후인 1913년 김정해, 이지광과 함께 일본 도쿄에 있는 소토슈 대학에 유학하여 5년간 수학한 뒤 1918년 졸업했다. 이들의 유학은 일본 승려의 소개에 따른 것이었는데, 이후 자연스럽게 친일 성향의 활동을 했다.
소토슈 대학 졸업 후 귀국했을 때 세 사람은 조선총독부를 방문해 졸업 귀국 인사를 했다. 불교계에서는 이들의 귀국에 많은 기대를 걸고 대대적인 환영회를 개최했으며, 각각 중요한 직책에 임명되었다. 이혼성은 먼저 《조선불교총보》의 주필에 취임했고, 곧 불교 교육 기관인 중앙학림의 요감으로 자리를 옮겼다. 1919년에는 삼십본산연합사무소 재무장에 임명되었고, 이듬해 경기도 양주군 봉영사의 주지로 인가를 받았다.
1922년에는 강대련이 급진적인 친일 주장으로 청년 승려들에게 봉변을 당하는 명고축출 사건이 있었는데, 이때 피해자 강대련과 가까운 사이였던 이혼성은 청년 승려들이 “조선의 불교 제도를 파괴하고 새로운 제도를 세우자고 주창”하다가 이런 일을 저질렀다고 진술하는 등 기득권을 가진 친일 승려들의 편에 섰다. 1923년 《매일신보》에 불교계 내분 사태에서 수구파를 지지하고 혁신파를 비방하는 〈조선불교협성회원에게 고함〉이라는 글을 기고하기도 했다.
1922년부터 2년간 동광학교의 교장직을 맡았으며, 동광학교가 보성고등보통학교에 합병된 뒤에는 경기도 여주시의 신륵사 주지에 취임했다. 1925년 일제가 조선신궁을 건설하여 “조선신궁진좌대제”라는 일종의 제사를 봉행했을 때 불교계에서는 신륵사 주지 이혼성, 봉은사 주지 나청호, 《불교》 발행인 권상로가 대표로 참석했다. 1925년 일본 도쿄에서 개최된 제2회 동아불교대회에 이윤용, 신응희 등과 함께 조선불교 중앙교무원 대표로 파견되기도 했다.
1926년 조선불교중앙교무원 평의원회에서 7명의 이사 중 한 사람으로 선출되었고, 1927년 금강산의 대본산 유점사 주지 선거에서 압도적인 지지를 받아 본산 주지로 당선되었다. 1928년 중앙교무원 평의원회 의장, 1929년에는 조선불교승려대회에서 서무부장으로 선출되는 등 활발한 활동을 하였으나, 1931년 돌연 유점사 주지직에서 사임한 뒤 근 10년 동안 외부로 모습을 드러내지 않았다.
이유가 밝혀지지 않은 유점사 주지직 사임 사건 후에는 1940년 장안사 주지로 있었다는 사실 외에 활동 내역이 거의 알려져 있지 않다. 중일 전쟁과 태평양 전쟁 기간 중에도 침묵을 유지했다.
광복 후인 1951년 주간 《불교신문》의 고문과 재단법인 동국학원 이사장을 역임한 것을 끝으로 행적을 알 수 없다.

## 사후
민족문제연구소가 2008년 발표한 친일인명사전 수록예정자 명단 종교 부문에 들어 있다.

## 같이 보기
- 유점사
- 장안사

## 참고자료
- 임혜봉 (2005년 3월 1일). 〈이혼성 : 일본 유학 후 중용된 친일 승려〉. 《친일 승려 108인》. 서울: 청년사. 119~128쪽쪽. ISBN 9788972783848.